# Sjuhäradsbygdens Tidning
Sjuhäradsbygdens Tidning var en tidning som under åren 1930–2008 utgavs i Borås.
Sjuhäradsbygdens Tidning startades 1930 och utgavs under storhetstiden 1931–1958 med tre nummer i veckan, men därefter med ett nummer i veckan. Tidningen lades ned i april 2008. Den politiska tendensen var under hela utgivningstiden Bondeförbundet/Centerpartiet med undantag för det sista året, då tidningen betecknade sig som oberoende.